# Brian Newton Davis
Brian Newton Davis CNZM (* 1934 in Stratford; † 1998) war ein neuseeländischer Priester und als anglikanischer Erzbischof von Neuseeland Primas der Anglican Church in Aotearoa, New Zealand and Polynesia.

## Leben
Brian Newton Davis besuchte die Stratford High School in Taranaki und studierte am Ardmore Training College in Papakura, an der Victoria University of Wellington, am College House in Christchurch und am St John's College in Auckland. Nach seiner Priesterweihe wurde er Kurat im Wellingtoner Vorort Karori, Vikar in Dannevirke und Dekan und Generalvikar im Bistum Waiapu. Von 1980 bis 1985 war er Bischof von Waikato, ehe er 1986 auf den Bischofssitz in Wellington wechselte und auch Erzbischof von Neuseeland wurde und damit Primas der Anglican Church in Aotearoa, New Zealand and Polynesia, Mitgliedskirche der Anglikanischen Gemeinschaft.
| Personendaten    | Personendaten |
| ---------------- | --- |
| NAME             | Davis, Brian Newton |
| KURZBESCHREIBUNG | neuseeländischer Priester und als anglikanischer Erzbischof von Neuseeland Primas der Anglican Church in Aotearoa, New Zealand and Polynesia |
| GEBURTSDATUM     | 1934 |
| GEBURTSORT       | Stratford |
| STERBEDATUM      | 1998 |